# اندیس آنومالی قدمگاه
آنومالی قدمگاه یک اندیس فلزی است که در حوالی شهر چهار فرسخ استان خراسان قرار دارد و مادهٔ معدنی موجود در آن، طلا است.سنگ میزبان این اندیس سنگ‌های اولترابازیک و نوارهای افیولیتی است  